# Nephrotoma pjotri
Nephrotoma pjotri là một loài ruồi thuộc họ Ruồi hạc (Tipulidae). Chúng phân bố ở miền Cổ bắc.